# چکاوک سهره‌ای شکم‌سیاه

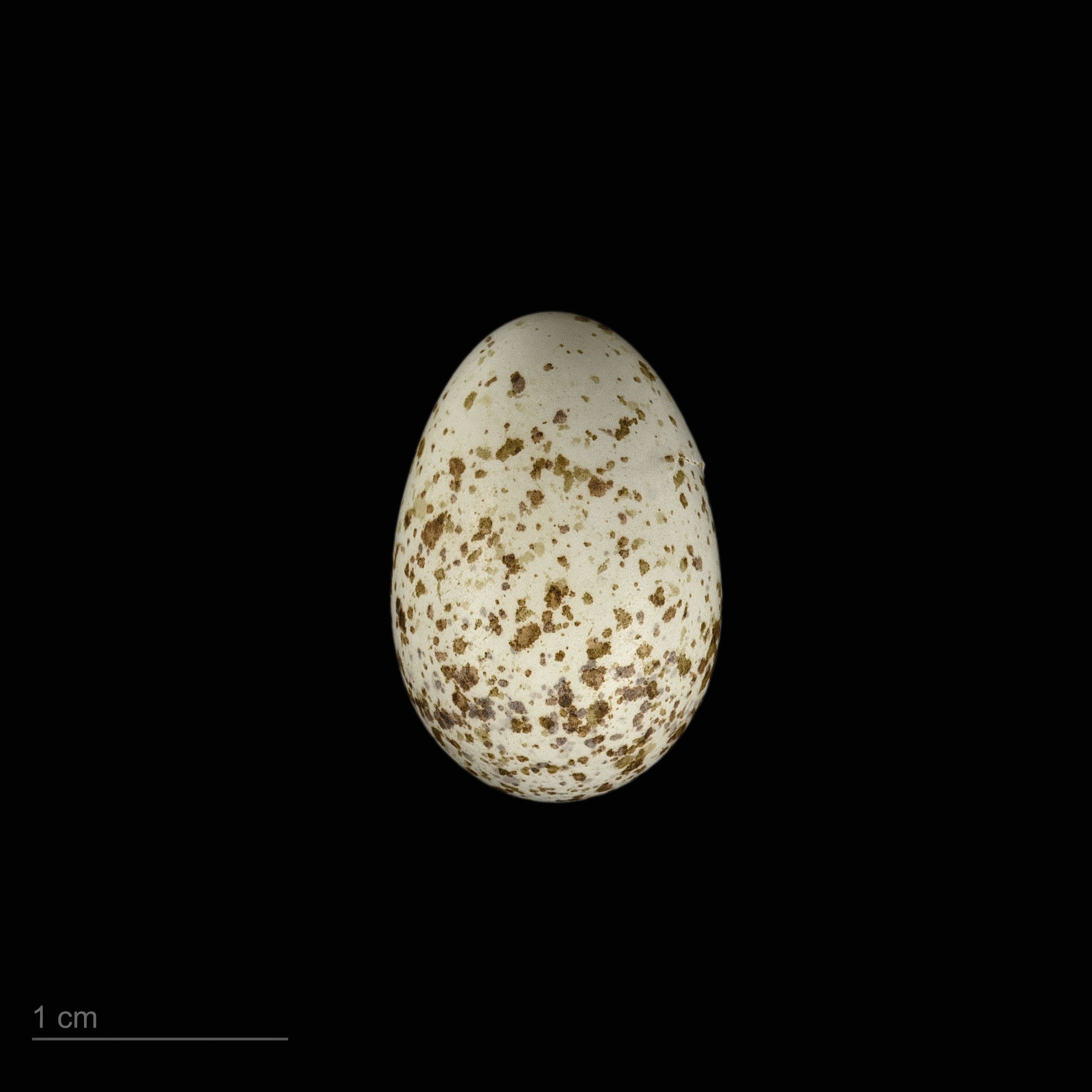
Eremopterix nigriceps nigriceps

چکاوک سهره‌ای یا چکاوک شکم سیاه (نام علمی: Eremopterix nigriceps) پرنده کوچکی از راسته گنجشک‌سانان و از خانواده چکاوکیان که ۱۲ سانتیمتر طول دارد. در ایران، عمدتاً در مناطق جنوب شرقی، به صورت بومی و نسبتاً فراوان است.